# 足利市総合運動場陸上競技場
足利市総合運動場陸上競技場（あしかがしそうごううんどうじょう りくじょうきょうぎじょう）は、栃木県足利市が運営する足利市総合運動場内にある陸上競技場。同運動場の中心施設であり、足利市のスポーツの拠点として利用されている。
2022年度（令和4年度）から足利ガスがネーミングライツ（5年間）を取得し、「足利ガスグラウンド」の愛称が使用されている。

## 概要
もともと市では皇紀二千六百年記念事業の一環として、1940年（昭和15年）完成の予定で総合運動場建設を計画していたが、戦況悪化により中断された。終戦を経て1947年（昭和22年）8月に陸上競技場が竣工し、第3種競技場として公認された。
現在のスタジアムは足利市振興計画において日本陸連第二種公認競技場として全面改修され、1999年3月にリニューアルオープンしたものである。以来、J2のザスパクサツ群馬、水戸ホーリーホック、栃木SCのホームゲームが開催されている。特に、栃木SCの主催試合では「足利劇場」と呼ばれるほど劇的な試合が展開されていたが、2010年以後はJリーグ開催基準の厳格な規定があるため開催されなくなった。また、栃木シティFCもかつては主催試合を開催していた。ジャパンラグビートップリーグの公式戦も開催されている。
運動場内には他に、プロ野球も開催される硬式野球場（足利市総合運動場硬式野球場）などが立地している。

## 施設
- 収容人数：7,500人（座席数 3,500・メインスタンドのみ固定座席、他は芝生席）
- 照明：100–300ルクス（照度の関係でJリーグ・栃木SC主催試合はナイターできず）
- フィールド内面積：7,397m2
- トラック：一周400m・全天候型8レーン（ゴムチップウレタン舗装）
- 得点板

## ギャラリー

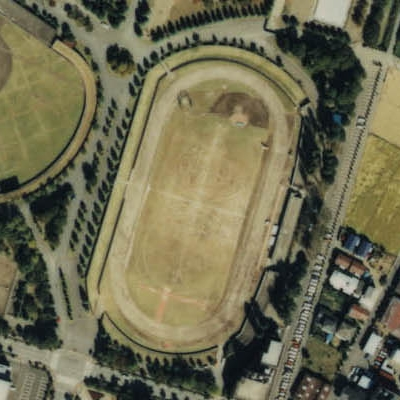
（国土交通省 国土地理院 地図・空中写真閲覧サービスの空中写真を基に作成）
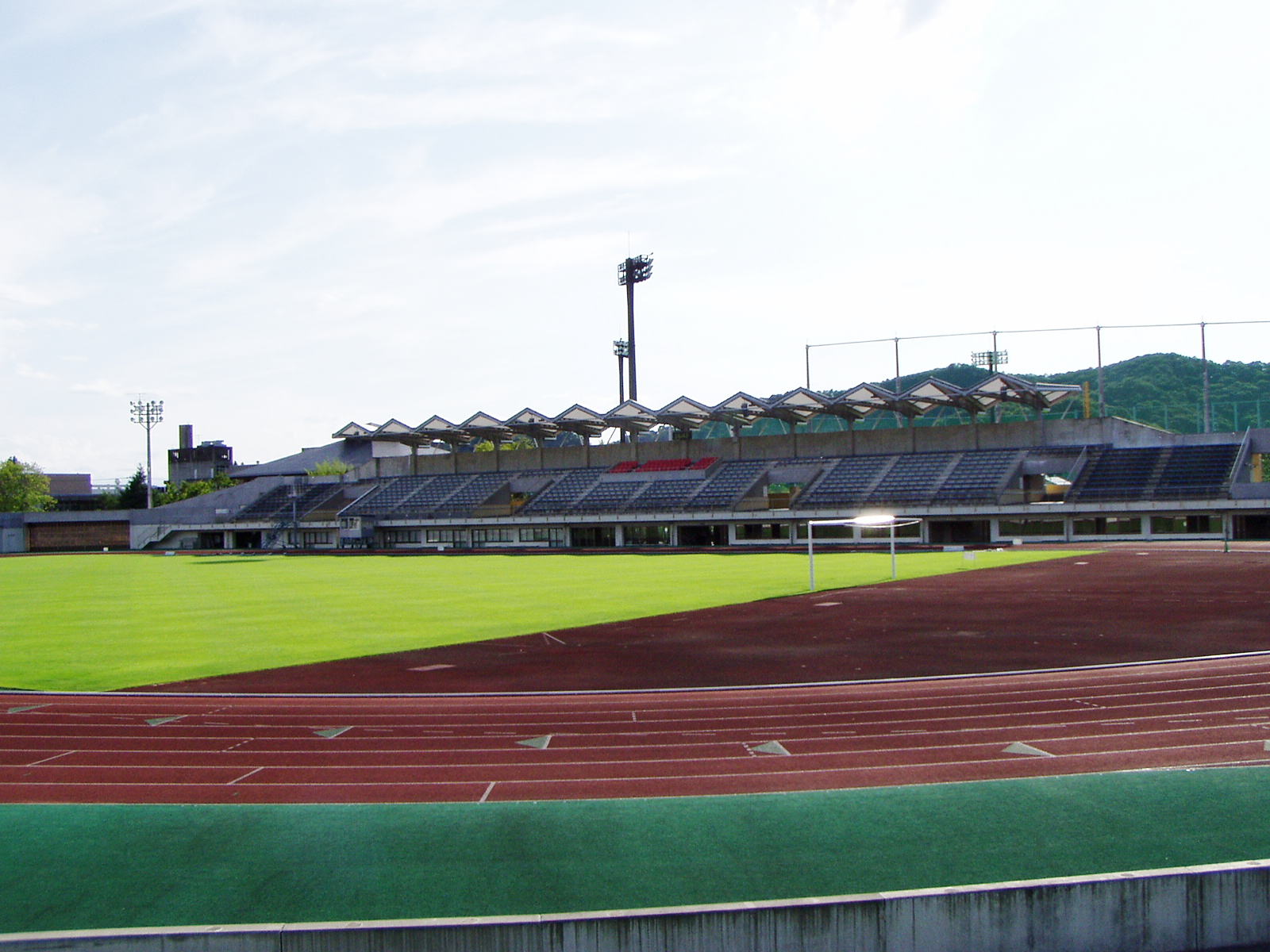
メインスタンドを望む
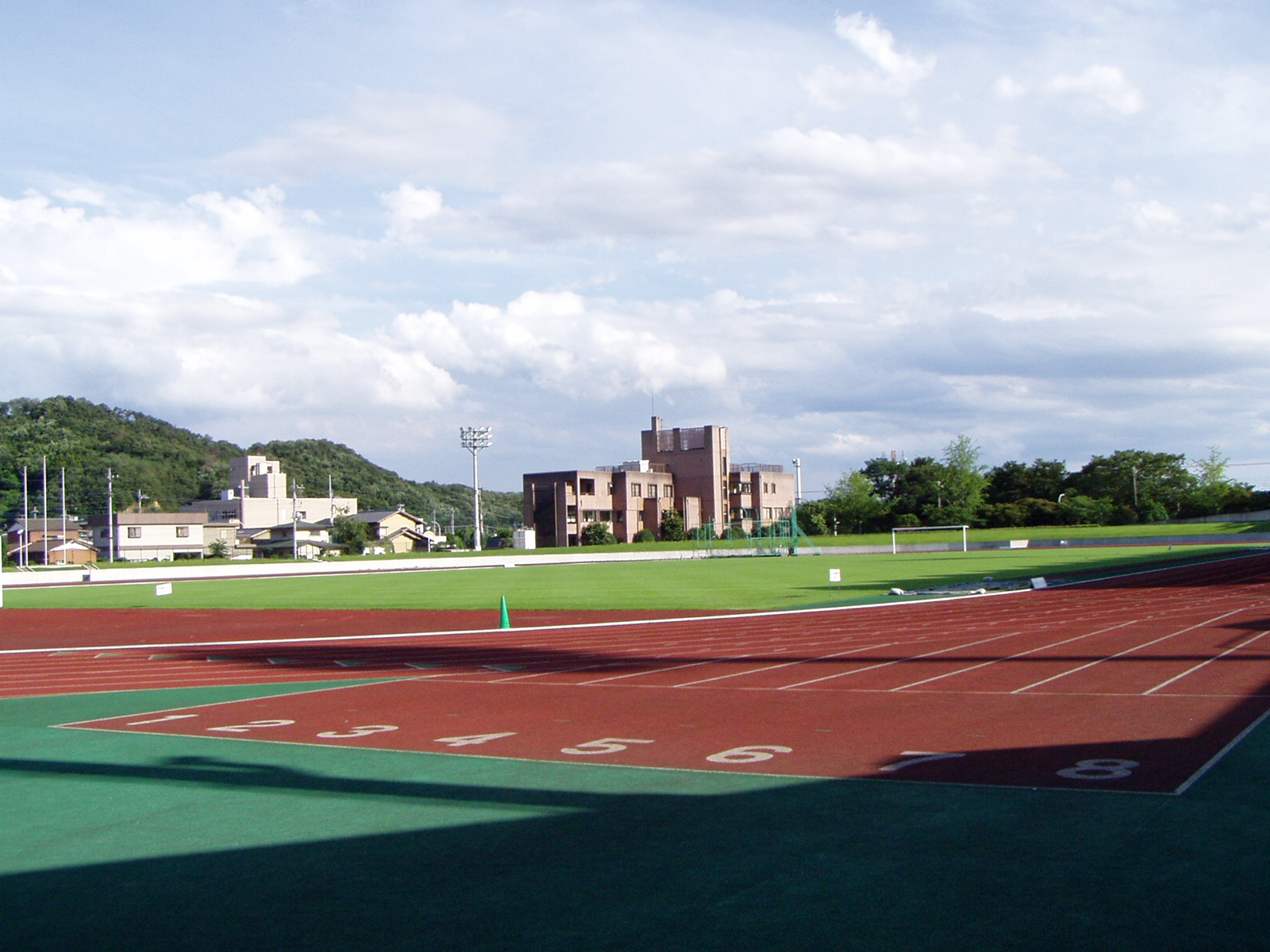
フィールドを望む